# Horovitz Lipót
Horovitz Lipót (Rozgony, 1838. január 11. – Bécs, 1917. november 16.) festő. Lánya, Stephanie Horovitz (1877–1942) kémikus volt.

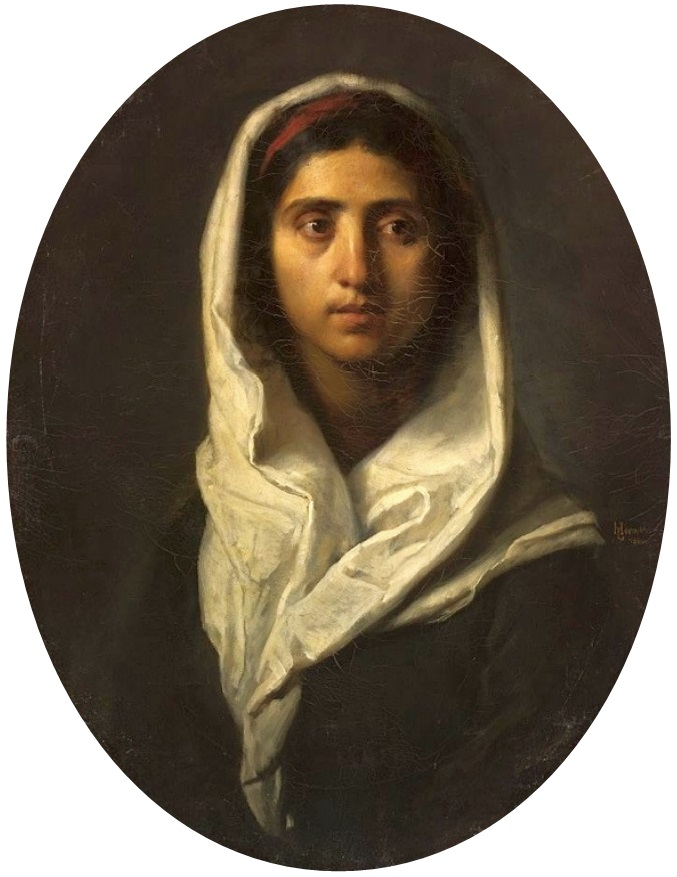
Horovitz Lipót: A gypsy

## Életpályája
Zsidó családból származott. Eleinte Klimkovics Béla festőművésznél tanult Kassán. Bécsben (1850-1857) és Párizsban (1860-1868) élt. 1868-ban Varsóban telepedett le, ahol arcképeket festett. 1893–1917 között Bécsbe élt arcképfestészetből.
Varsóban készült el első nagyobb műve, a Jeruzsálem pusztulásának végnapjai. A budapesti Műcsarnok kiállításán 1885-ben Az elsőszülött című életképével és három arcképpel szerepelt, amellyel nagy díszoklevelet nyert.

## Önarcképek

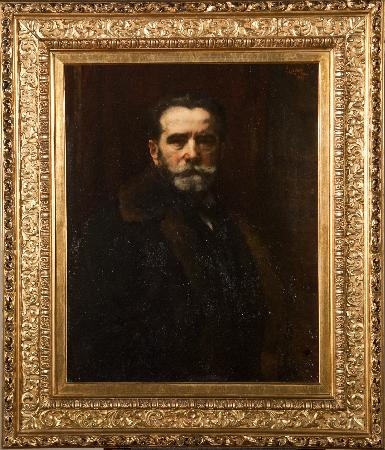
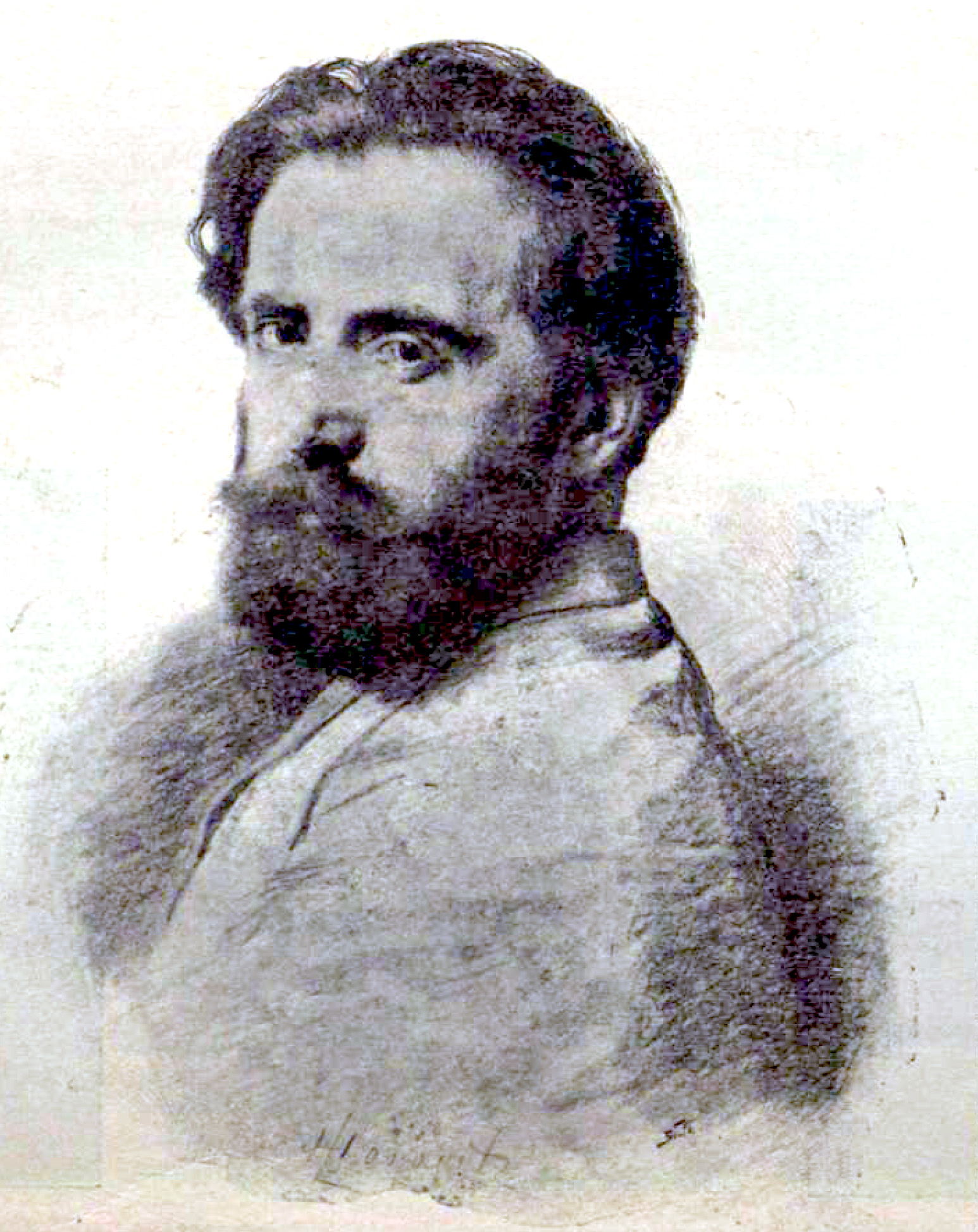
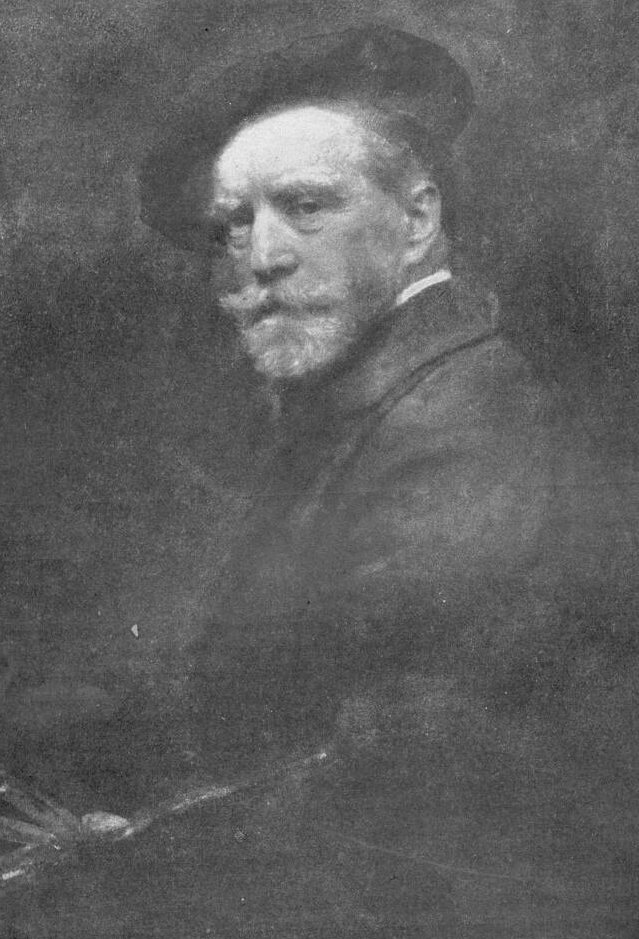
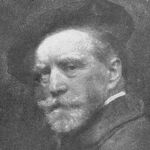
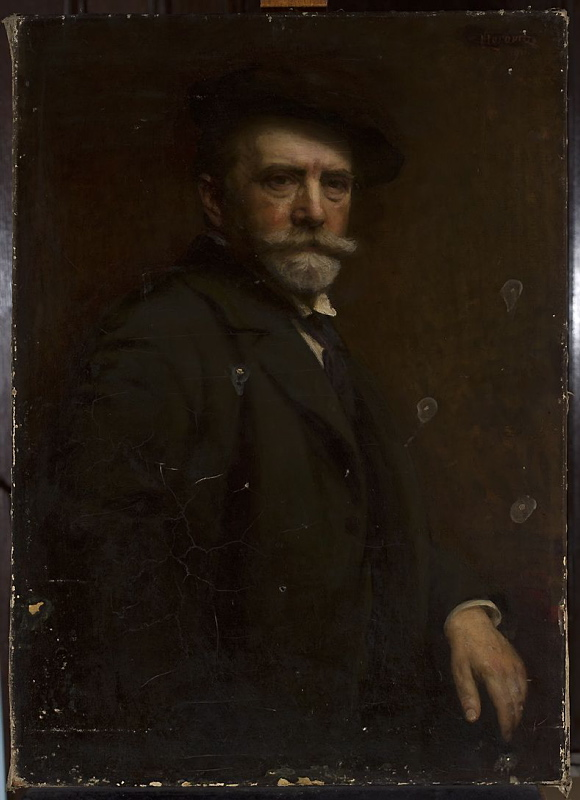

## Kiállításai

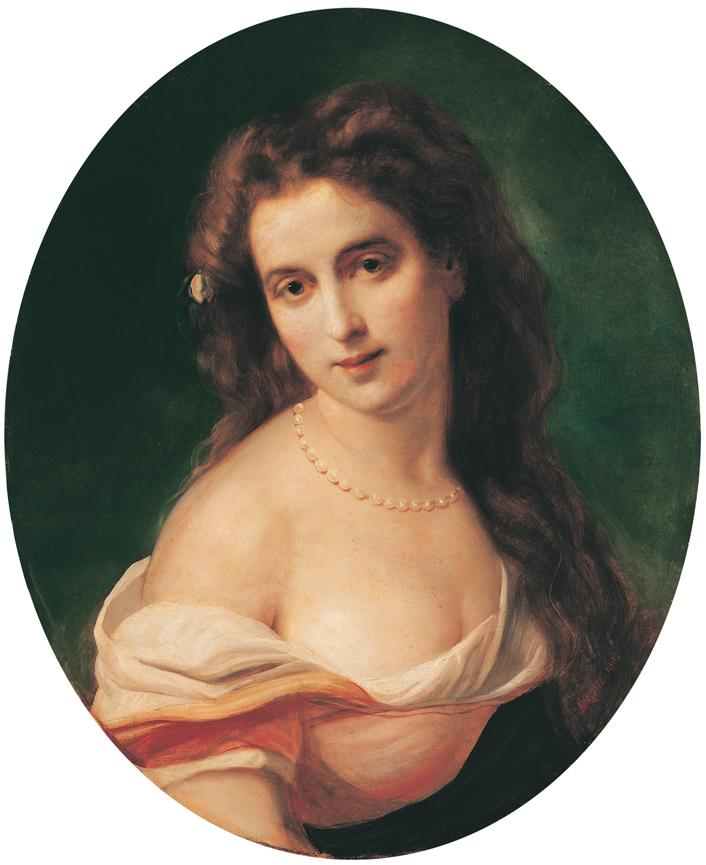
Horovitz Lipót: Női portré

- Bécs (1858)
- Bécs (1878, világkiállítás)
- Arthur Hall (1885)
- Berlin (1891)

## Festményei
- Az elsőszülött (1885)
- Talmud tanítás

### Arcképek
- Arany János
- Jókai Mór
- Pulszky Ferenc
- Tisza Kálmán
- Erzsébet királyné
- Radziwil hercegnő
- Potocka grófnő
- Mendelsohn-Bartholdy asszony
- Dr. Loew Antonné
- Selma Kurz operaénekesnő
- Trefort miniszter
- Hatvany-Deutsch Józsefné

## Egyéb portrék

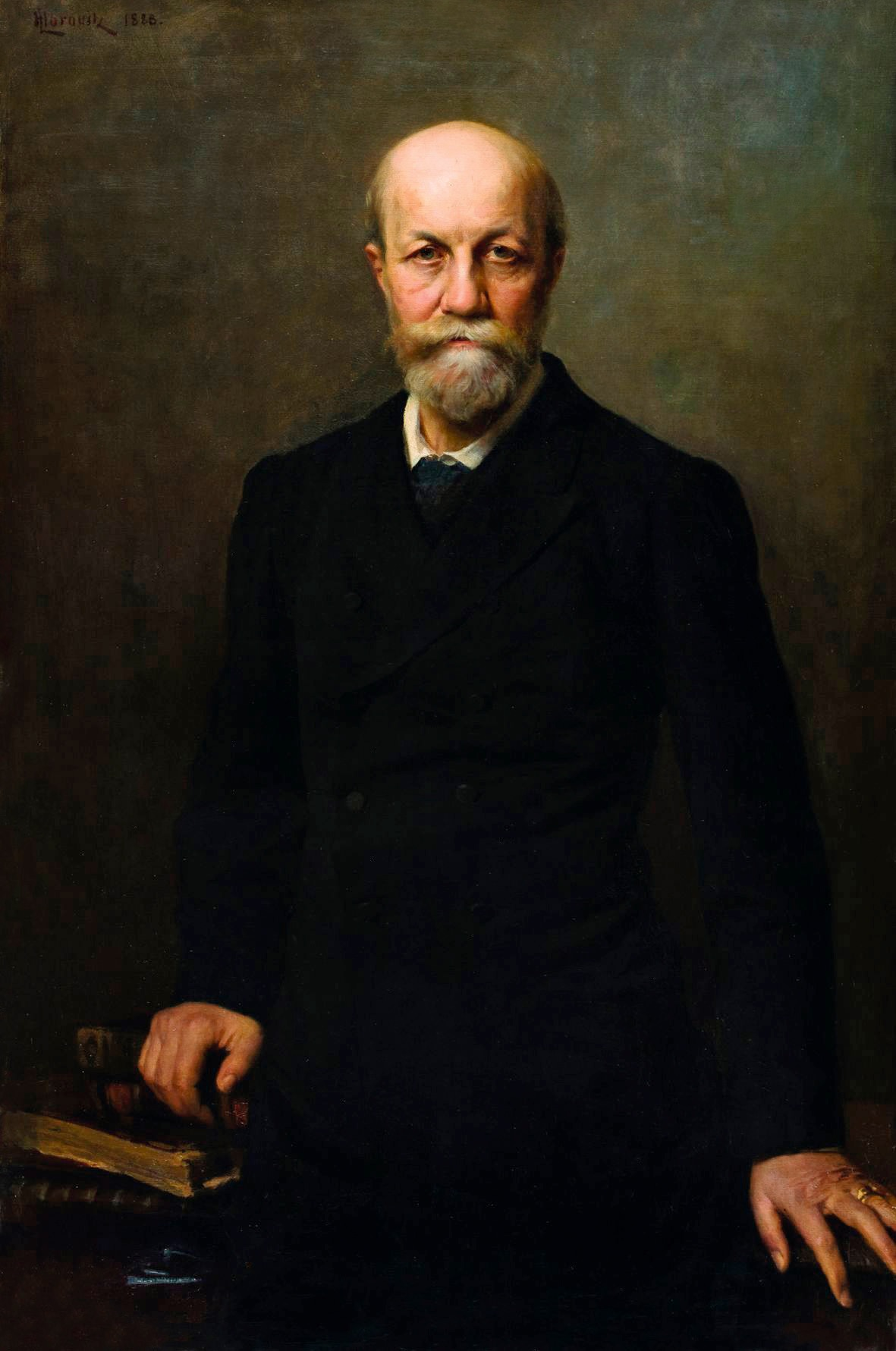
Jókai Mór
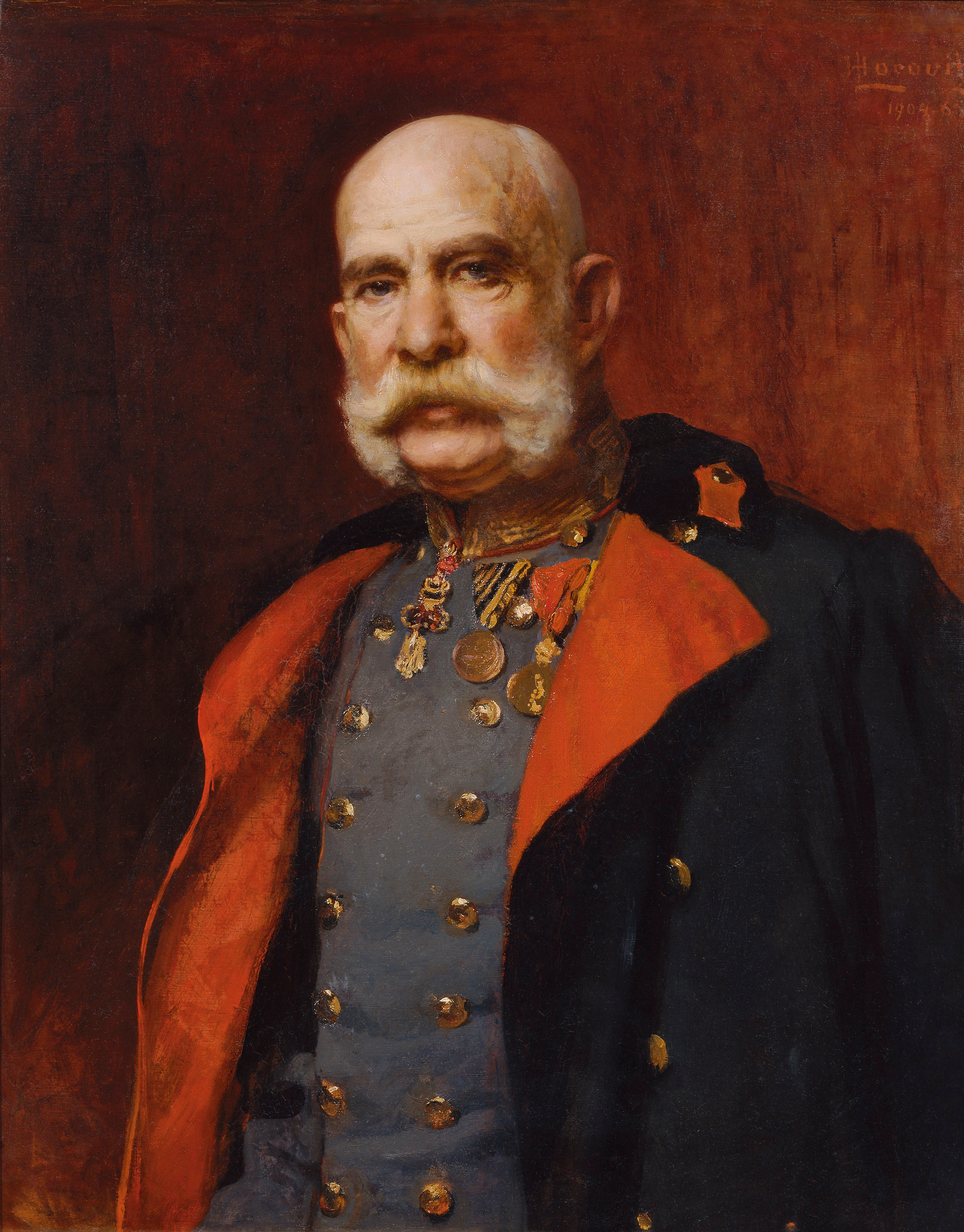
I. Ferenc József magyar király
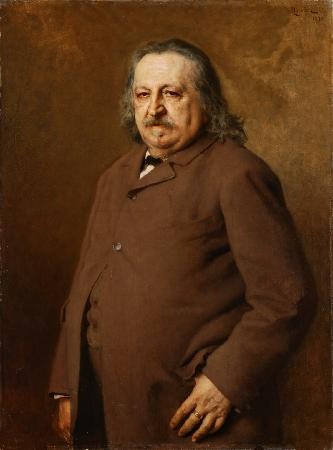
Pulszky Ferenc (1890)
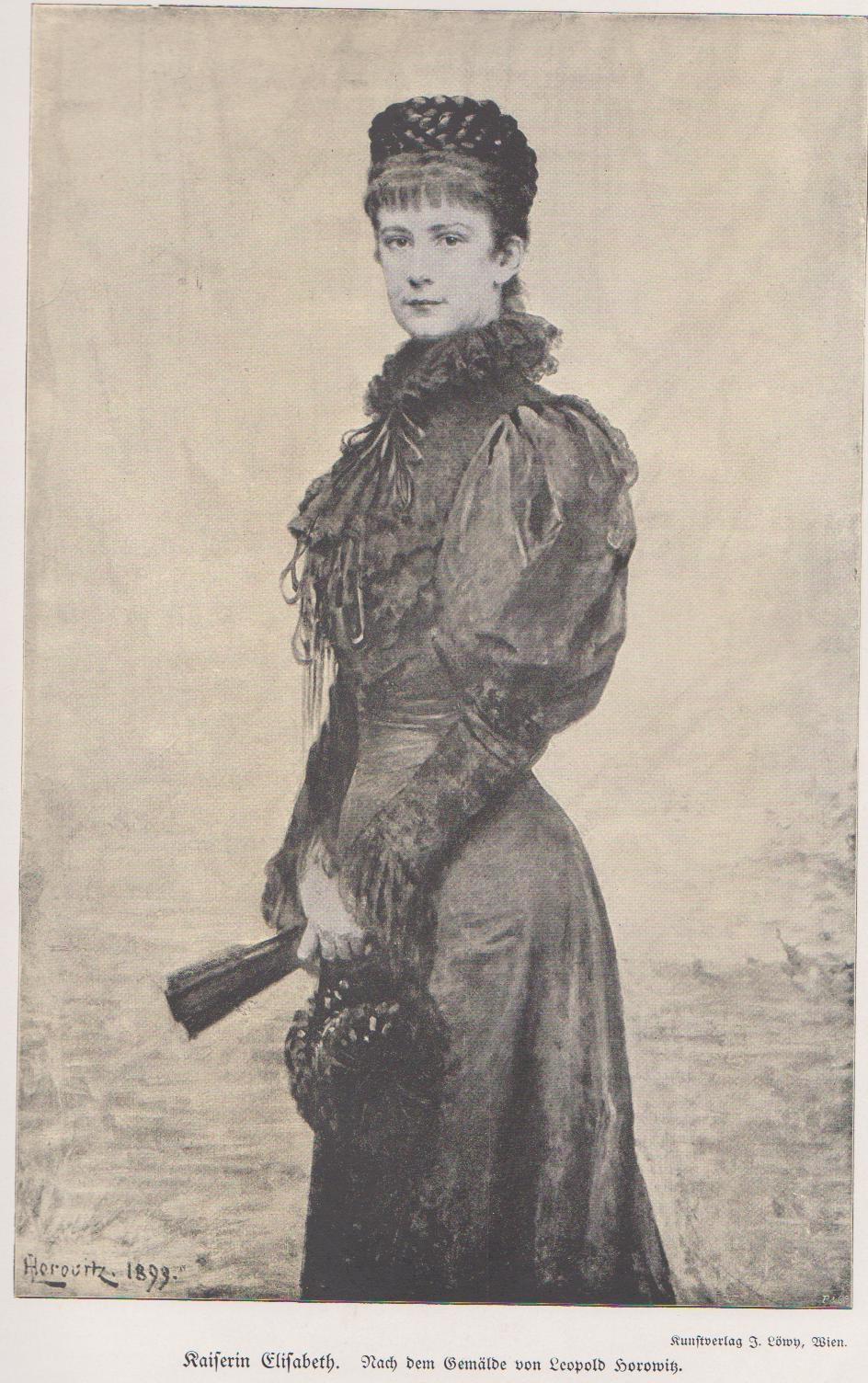
Wittelsbach Erzsébet magyar királyné
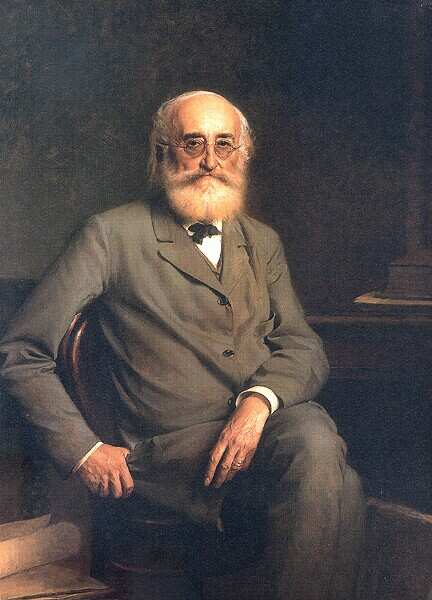
Tisza Kálmán

## Díjai
- állami aranyérem (1896)
- III. osztályú vaskoronarend
- a Pro litteris et artibus kitüntetés (1899)